# Girly Edition
Girly Edition, llamado Edición aniñada en España y Lisa Comentarista en Latinoamérica, es un capítulo perteneciente a la novena temporada de la serie animada Los Simpson, estrenado originalmente el 19 de abril de 1998. Fue escrito por Larry Doyle y dirigido por Mark Kirkland. En el episodio, Lisa y Bart dirigen un telenoticias, y cuando Bart se hace más popular, Lisa se pone celosa y busca venganza.

## Sinopsis
Todo comienza cuando el jardinero Willie está barriendo y apilando hojas y Bart cae en ellas, esparciéndolas de nuevo, al hacer una maniobra con su monopatín. Willie se lo confisca y Bart, como venganza, le llena su casa de una mezcla de maíz, destruyéndola por completo.
Días más tarde, los niños de la Escuela Primaria de Springfield son convocados para hacer un nuevo programa educativo para niños, llamado "Kidz Newz". Al ser Lisa la niña más inteligente de la escuela, es elegida para ser la directora principal del telenoticias. Bart es seleccionado para dar las noticias del deporte. Sin embargo, al ver el gran carisma que posee Bart, la encargada del programa, Lindsey Naegle, decide ponerlo como coconductor junto con Lisa. 
Mientras tanto, Homer, comprando en el mini-super de Apu, descubre que el hindú, estando invalidado, tenía un mono entrenado que servía como ayuda. Homer quiere comprarse uno, pero el dueño del lugar donde los vendían le dice que solo son para personas inválidas. Entonces, Homer lleva al Abuelo al negocio, a quien sí le dan un mono llamado Mojo, pero su hijo se lo roba. 
Luego de que Bart se enterara de que Lisa pensaba que él no era muy inteligente como para estar en el programa, el niño decide ir a ver a Kent Brockman, a quien le pide consejos. El reportero le aconseja realizar reportajes que emocionen a la gente.
Bart le hace caso y presenta sus reportajes mostrando a gente poco afortunada que se hacía llamar "La Gente de Bart"/"Los Amigos de Bart". Entre ellos se encontraba un anciano que alimentaba a unos patos en el parque. Lisa, viendo el éxito del nuevo segmento de Bart y sabiendo que era una manipulación por ganar popularidad, decide hacer lo mismo ella, pero sus planes no funcionan. Entonces, decide vengarse de Bart con un gran engaño.
Mientras todo esto pasa, Homer hace que Mojo adopte su estilo de vida. Esto lo vuelve un mono perezoso e inútil, y Marge le insiste a Homer para que lo lleven a reeducarse. Homer decide dejar a Mojo en la puerta del negocio donde lo había comprado y escapar corriendo.
Lisa, siguiendo con su plan, le da a Bart una carta supuestamente escrita por un inmigrante que no tenía hogar y vivía en un depósito de automóviles. Bart decide hacerle un reportaje en vivo, pero cuando está en el depósito se da cuenta de que el inmigrante era Willie, que quería vengarse de Bart por haber destruido la casa.
Lisa, dándose cuenta de su error, llega justo a tiempo al depósito para salvar a Bart, hablándole a Willie para que recapacitase.
Los niños deciden unir el ingenio de Lisa con el carisma de Bart para crear un programa perfecto, pero al otro día es cancelado, siendo reemplazado por "Chocobots", una especie de programa de superhéroes robóticos cuyos protagonistas eran chocolates.

## Producción
La idea del episodio fue llevada ante los escritores por Larry Doyle, quien tuvo tanto la idea de la historia principal como la secundaria. Fue el primer episodio que escribió para el programa.
El mono de la historia secundario está basado en un personaje similar de la película Monkey Shines, ya que el productor ejecutivo Mike Scully le pidió a los escritores que utilizaran alguna referencia a la película en el episodio. Los escritores y animadores también estudiaron el comportamiento de los monos de otras fuentes para saber sus movimientos y su forma de relacionarse con los humanos. Eric Stefani, quien había sido un animador de la serie y luego se había unido a la banda No Doubt, fue llamado por el director del episodio, Mark Kirkland, para regresar y animar las escenas de Homer y el mono. Este fue el último trabajo que Stefani hizo para Los Simpson.
La anciana "loca de los gatos" tuvo su primera aparición en la serie en este episodio.

## Recepción
Los autores del libro I Can't Believe It's a Bigger and Better Updated Unofficial Simpsons Guide, Warren Martyn y Adrian Wood, dieron una crítica positiva del episodio, describiéndolo como "un gran episodio, con un número mayor de gags, pero lo mejor de todo es la venganza de Lisa sobre Bart, y la 'loca de los gatos' que recorre la ciudad arrojándole sus mascotas a la gente".
El episodio es uno de los favoritos de Yeardley Smith. Dijo "No recuerdo realmente muchos de los episodios porque se me mezclan sus argumentos, y además no tengo buena memoria, pero recuerdo este y pienso que es excelente".